# 彭桓
彭桓（1460年—？），字景武，江西吉安府吉水縣人，民籍，明朝政治人物。

## 生平
江西鄉試第十七名舉人。弘治三年（1490年）中式庚戌科二甲第四十二名進士。弘治十四年(1501年)，接替汪凤任漳州府知府一职，弘治十六年(1503年)由罗列接任。後改任青州府，正德三年（1508年）二月升陕西布政司右参政，四年十二月调任云南。

## 家族
曾祖彭不同；祖父彭汝弼，教諭 封翰林院脩譔；父彭道，教諭。母劉氏；繼母胡氏。具庆下。兄彭杰（同科進士）。